# Блендовская пустыня
Блендовская пустыня (пол. Pustynia Błędowska) — крупнейшая (32 км²) в Польше пустыня, покрытая летящими песками, располагающаяся на границе Силезской и Визинской возвышенностей.

## Географическое положение
Блендовская пустыня располагается между Блендувом на западе (Домбровский горный район, часть города Домброва-Гурнича из Агломерации городов Верхней Силезии) и деревнями Хехло и Ключе на границе Силезского и Малопольского воеводств Польши; граничит на юге с гминой Ключе, граница проходит у обширного лесного массива.
Длина пустыни не более 10 км, ширина — не более 4 км. Средняя глубина песков составляет 40 м (максимальная — до 70 м). С востока на запад пустыню разделяет на две части река Бяла-Пжемша.

## Происхождение
Пустыня в её нынешнем виде имеет антропогенное происхождение. В результате активной сельскохозяйственной деятельности местных жителей уровень подземных вод упал настолько, что почва стала неспособной к поддержке жизнедеятельности растений, и это привело к их массовой гибели. Ещё со Средних веков здесь активно вырубались леса для нужд горнодобывающей промышленности и металлургии, развивавшихся активно на территории Силезии со Средних веков. Так образовалось более 150 км² площади, покрытой песком глубиной до 60 м — в какой-то момент пустыня простиралась к северу до местечка Хехло.
Согласно распространённой в Польше легенде, недалеко от города Олькуш располагалась в своё время шахта по добыче серебра, и дьявол специально создал пустыню, чтобы похоронить шахту под слоем песка.

## Применение
С начала XX века пустыня использовалась в качестве учебного полигона. В межвоенные годы во время существования Второй Польской Республики территория Блендовской пустыни использовалась 5-м армейским корпусом Краковского военного округа для учений.
Во время Второй мировой войны немецкий Африканский корпус использовал пустыню как полигон для отрабатывания действий войск во время войны в пустынных условиях, в ней же располагалась авиабаза люфтваффе Удетфельд; также перед битвой при Кживоплотами во время польской кампании вермахта здесь располагался вспомогательный батальон пехоты легионеров Войска Польского.
В настоящее время только северная часть пустыни используется военными, сама же пустыня находится под охраной как памятник природы, экологи стремятся сохранять оригинальный характер пустыни. Со стороны Хехла и Чубатце в Ключах некогда располагались командные позиции, которые позднее были снесены. Также в Блендовской пустыне в 1966 году был снят фильм Ежи Кавалеровича «Фараон».

## Туризм
Блендовская пустыня является популярным туристическим направлением для пеших и конных прогулок: Блендув соединён с Ключами жёлтым туристическим маршрутом, известным как «Пустынный путь». На территории пустыни также пролегает и оранжевый конный туристический маршрут «Трансюрайский конный путь», проходящий рядом с Хехлом. В настоящее время оранжевый маршрут закрыт. Популяризацией и охраной пустыни занимается общество «Польская Сахара», до 30 ноября 2014 года территория находилась под охраной в рамках программы Life+, чьей целью было достижение соответствующего природоохранного статуса крупнейшего польского природного пустынного комплекса.